# エピゴノイ (叙事詩)
『エピゴノイ』（ギリシア語： Epigoni, Epigonoi, 意味は「子孫」）とは、テーバイ圏という叙事詩サイクルに含まれる叙事詩。『テーバイド』の続編にあたるが、古代には『エピゴノイ』は独立した作品でなく、『テーバイド』の一部と考える学者もいた 。

## 作者
ヘロドトスの『歴史』にはホメーロス作と書かれているが、その書き方は疑っているようである。アリストパネースのスコリアでは、作者は「アンティマコス」とされている。アンティマコスとは、おそらく、テオースのアンティマコス（Antimachus of Teos）を指しているようだが、それを理由に、テオースのアンティマコスのものとされる題名のない詩行を『エピゴノイ』の一部とするのは憶測の憶測である。アンティマコスという人物は他に、後世の叙事詩人コロポーンのアンティマコス（Antimachus）がいるが、その名前から、自作の叙事詩『Thebais』にその筋を取り込んだことで、伝統的な『エピゴノイ』を剽窃したと非難されたということだ。

## 内容
ある文献によると、『エピゴノイ』は7000行の韻文だったらしい。
内容は、テーバイ攻めの七将の子供ら、エピゴノイによるテーバイをめぐる最後の戦いを描いている。
最初の1行めだけが残っている。
さあ、ムーサイよ、若者たちの歌を我らに始めさせよ……
他の言及から、おそらく、プロクリスの死の神話とテイレシアースの娘マントーの話が『エピゴノイ』の一部を形作っていたものと示唆される。
『エピゴノイ』で語られた物語は後に、ソポクレースの悲劇『エピゴノイ（Epigonoi）』で語られている。